# Niels Hasselmann
Niels Nikolaus Hasselmann (* 5. Mai 1936 in Flensburg) ist ein deutscher evangelisch-lutherischer Theologe.
Hasselmann stammt aus einer Pastorenfamilie; sein Vater Karl Hasselmann war Propst in Flensburg und ab 1962 Landespropst von Südholstein in der Evangelisch-Lutherischen Landeskirche Schleswig-Holstein. Auch seine zwei Brüder Friedrich-Franz und Karl-Behrnd wurden Pastoren.
Nach seinem Theologiestudium wurde Niels Hasselmann am 5. April 1964 ordiniert. Er war Pastor der deutschen St.-Petri-Kirche in Kopenhagen und Oberkirchenrat im Kirchenamt der VELKD in Hannover, bevor er 1979 als Nachfolger von Karlheinz Stoll der erste regulär gewählte Propst des neuen Kirchenkreises Lübeck der Nordelbischen Evangelisch-Lutherischen Kirche wurde. Dieses Amt hatte er bis zu seiner Pensionierung 2001 inne. Zugleich war er Vorsitzender der Telefonseelsorge Lübeck und Vertreter des Bischofs für den Sprengel Holstein-Lübeck der Nordelbischen Kirche. Sein Nachfolger wurde Ralf Meister.
In seiner praktisch-theologischen Dissertation von 1975 untersuchte Hasselmann Formen der Predigtvorbereitung. Weitere Werke reflektieren seine Tätigkeit als Ökumene-Referent der VELKD.
Er war verheiratet mit der Lehrerin und Musikerin Brigitte Hasselmann (1939–2017), die von 1998 bis 2004 Mitglied der Kirchenleitung der Nordelbischen Kirche und von 1998 bis 2008 Mitglied der Synode der EKD war. Die beiden haben zwei Kinder.

## Schriften
- mit Johannes Dose: St. Petri 1575-1975. 400 Jahre deutsche evangelisch-lutherische St. Petri Gemeinde zu Kopenhagen. Kopenhagen 1975
- Predigthilfen und Predigtvorbereitung: exemplarische Methodenprofile deutschsprachiger evangelischer Predigtvorbereitungshilfen seit 1934 und ein Modell ihrer hermeneutischen und kommunikativen Grundfaktoren samt der sich daraus ergebenden methodischen Kategorien. Gütersloh: Gütersloher Verlagshaus Mohn 1977 Zugl.: Bonn, Univ., Evang.-Theol. Fak., Diss., 1975, ISBN 3-579-04167-3
- (Hrsg.): Kirche im Zeichen der Einheit: Texte und Überlegungen zur Frage der Formen kirchlicher Einheit. Göttingen: Vandenhoeck und Ruprecht 1979 ISBN 3-525-52162-6
- Nordelbische Evangelisch-Lutherische Kirche, in: Theologische Realenzyklopädie, Band 24, S. 612–616